# پیربازار رود
پیربازار رود 
(به گیلکی: پیربازار رووار) رودی که از شهرستان رشت شروع شده و به بندرانزلی ختم میشود . این رودخانه حاصل از اتصال دو رود بزرگ زرجوب و گوهر رود است؛ که از رودخانه‌های معروف شهر رشت می‌باشند و از داخل شهر رشت عبور می‌کنند در منطقه پیربازار به هم پیوسته این رود را تشکیل می‌دهند و پس از عبور از بندر کهن و تاریخی پیربازار رشت و مرداب بندرانزلی به دریای کاسپین ختم می‌شود.

## بازآفرینی
شهرداری رشت و شورای شهر رشت مطالعه بازآفرینی حمل و نقل آبی آبراه پیر بازار رود و بندر تاریخی پیربازار رشت به غازیان در دریای خرز و تالاب انزلی و احیای بندر پیربازار رشت با اهداف گردگشری و تجاری را در دست اقدام دارند. با توجه به متصل بودن بندر پیربازار از دو طرف به تالاب و دریای خزر و از طرف دیگر به رودخانه پیربازار رود و هر دو رودخانه شهر رشت، سبب اتصال حمل نقل آبی رشت به دریا و تالاب خواهد شد. این رودخانه و رودخانه‌های زرجوب و گوهررود و بندر پیربازار در گذشته دارای این روش حمل و نقل بودند.